# Rosa macrophylla
Espèce
Rosa macrophylla est une espèce de plantes à fleurs de la famille des Rosaceae. C'est un rosier de la section des Cinnamomeae originaire de l'Himalaya; On le rencontre à des altitudes comprises entre 2400 et 3700 mètres d'altitude en Chine (région autonome du Tibet, Yunnan), au Bhoutan, en Inde, au Cachemire et au Sikkim.

## Description
C'est un arbuste de 2 à 5 mètres de haut, aux tiges lisses de couleur pourpre et longues feuilles (20 cm) de 7 à 9 folioles ovales, de couleur verte à reflets pourprés.
Les fleurs simples, d'un diamètre de 5 cm, rose lilas, donnent des  grands fruits de couleur orange, en forme de bouteille., pouvant atteindre 7,5 cm de long. C'est le rosier qui a les fruits les plus gros.

## Variétés et hybrides cultivés
- Rosa macrophylla 'Glaucescens' (Hillier)
- Rosa macrophylla 'Rubricaulis' (Hillier)
- Hybrides
  - 'Auguste Roussel' (Barbier 1913 : Rosa macrophylla × 'Papa Gontier'), grimpant à grandes fleurs semi-doubles rose pâle,
  - 'Master Hugh', aux énormes fruits,
  - 'Arthur Hillier'  (Hillier 1939 : Rosa macrophylla × Rosa moyesii), très vigoureux, à fleurs et fruits très rouges.